# Zakintos
Zakintos (grčki: Ζάκυνθος), ovaj otok ponekad zovu i  Zante 
po njegovu talijanskom imenu Zacìnto ili Zante. To je treći jonski otok po veličini sa svojih 410 km2 (dužina obale 123 km). Otok je dobio ime po Zakintosu, sinu trojanskog kralja Dardanusa. 
Otos Zakintos je danas vrlo popularno turističko odredište.

## Otočke općine
| Općina       | Sjedište    | Poštanski broj |  |
| ------------ | ----------- | -------------- |  |
| 1. Zakintos  | Zakintos    | 291 00         |  |
| 2. Alikes    | Katastari   | 290 90         |  |
| 3. Arkadion  | Vanato      | 291 00         |  |
| 4. Artemisia | Macherado   | 290 92         |  |
| 5. Elatia    | Volimes     | 290 91         |  |
| 6. Laganas   | Pantokrator | 290 92         |  |

## Stanovništvo
Većina stanovnika na otoku su Grci, no u novije vrijeme na otok se trajno nastanjuju i mnogi bivši stalni posjetioci otoka iz cijelog svijeta (kupnja nekretnina). Uz to postoji i druga tendencija, naseljavanja mladih stranaca,  koji su pronašli radno mjesto u turizmu otoka. Po popisu stanovništva iz 2001. god. otok je imao 38.596 stanovnika, od toga je gotovo 1/3 živila u gradu Zakintosu. 
Demografsko kretanje broja stanovnika na otoku kroz godine:
- 1900: 42,000
- 1981: 30,011
- 1991: 32,556 (otok), 13,000 (grad)
- 2001: 38,596

Dakle poslije velikog pada broja stanovnika, naročito šesdesetih godina prošlog stoljeća, stanovništvo od devedesetih ponovno raste. 2006. god., na otoku je bilo 507 novorođenih i 407 umrlih.

## Zemljopisne osobine
Otok Zakintos se nalazi na krajnjem zapadu države Grčke (na jugoistoku Jonskog mora). Od kopna (zapadnog Peloponeza), otok je udaljen oko 25 km prema istoku. Pored njega, nešto sjevernije ( oko 20 km.) nalazi se otok Kefalonija. Od otoka prema zapadu i jugu je otvoreno more.
Otok Zakintos ima vrlo različit reljef, s juga je ravniji, niži, vlažniji i plodniji. Njegov sjeverni dio je gorovit, ogoljen, suh. Na sjeveru otoka nalazi se najviši 
otočki vrh Vrahionas (758 m.). Zapadna obala otoka je stijenovita s velikim okomitim liticama.
Blaga mediteranska klima otoka, i kišovite zime čine ovaj otok vrlo bujnim i plodnim. Na otoku se najviše uzgajaju masline, grožđe,  i citrusi.
Najveće naselje na otoku je i sjedište istoimene grčke prefekture Zakintos je grad Zakintos, koga lokalni stanovnici zovu i Kora (a što znači grad, to je uvriježeni običaj na grčkim otocima kada naselje ima isto ime kao i otok).
Otok ima zračnu luku (Dionisos Solomos)  koja ima veza s ostalim grčkim zračnim lukama. 
Na jugozapadnom dijelu otoka nalazi se pomorski park prirode Zakintosu kojem se na početku lipnja na njegovim plažama lijegu morske kornjače (ugrožena vrsta Caretta caretta), naročito na pješčanoj plaži (Kalamaki).
Iz luke grada Zakintosa plove trajekti za obližnju kopnenu luku na Peloponezu ( Kilini). Iz trajektne luke u selu Skinari, polaze trajekti za obližnji otok Kefalonija za grad Argostoli.
- Dužina otoka: 40 km
- Širina otoka: 20 km
- Najviši vrh: Vrahionas, 758 m.

## Povijest otoka
Zakintos je bio stanište ljudi još od neolita, suvremenaarheološka iskapanja to potvrđuju.
Prvi zapis o Zakintosu nalazimo u slavnim Homerovim epovima Ilijada i Odiseja, u kojima se govori da su prvi stanovnici otoka bili sinovi kralja Dardanosa iz Troje, koji su naselili otok Zakintos sa svojim ljudima. Po tome bi bilo da su oni došli na otok oko 1500 - 1600 godine pr. Kr. Otok Zakintos bio je pod vlašću susjednog otoka Kefalonija, i njegovog kralja Arkeizija. 
Nakon njega Zakintosom je vladao slavni Itački kralj Odisej. Nakon njegove vladavine otok se osamostalio i postao - polis, i to duže od 650 godina.
U II. st pr. n. e. Zakintos osvajaju Rimljani, a početkom srednjeg vijeka njime vlada Bizant. 
Zatim otokom vlada Mletačka Republika (od XIII st. do XIX st.).
Mletačka vladavina, ostavila je veliki trag na kulturu i način življenja na otoku Zakintos, od lokalnog dijalekta (u kojem ima puno venecijanskih riječi) do arhitekture, nošnje, kuhinje i društvenog uređenja ( tipični feudalni poredak).
U vrijeme mletačke vladavine bogatiji otočani slali su svoje sinove u Italiju na školovanje (poput Dubrovčana iz tog doba), dobar primjer za to je grčki pjesnik Dionisios Solomos, rođen na Zakintosu. I pored velikog talijanskog utjecaja, Zakintos je očuvao svoj grčki jezik i svoju pravoslavnu vjeru.
Nakon Mlečana, otokom su kratkotrajno vladali Francuzi, za Napoleonova doba. Francuska vladavina uzrokovala je seljački ustanak na otoku. Nakon Francuza, otok je od 1800. do 1807. godine, bio u sastavu takozvane Republike Sedam Otoka, tvorevine pod Rusko-turskim utjecajem.
Nakon toga 1815. godine, Zakintos je poput ostalih Jonskih otoka ušao u sastav britanskog protektorata – Sjedinjene Države Jonskih Otoka do 1864. godine, kada je ušao u sastav novoustanovljene Kraljevine Grčke.
Za vrijeme Prvog i Drugog svjetskog rata, otok je bio po strani od velikih ratnih okršaja tako da je prošao bez velikih materijalnih razaranja. Čak je i židovska zajednica na otoku prošla relativno dobro. Postoji anegdota o tome da kad su nacisti ( koji su okupirali otok nakon talijanske kapitulacije) tražili popis židovskog stanovništva od lokalnog patrijarha Krisostomosa, on im na zahtjev odgovorio tako da im je dao popis od svega dva imena; svojeg i gradonačelnika. Nakon toga do Izraela je došla poruka  Židovi sa Zakintosa nikad neće zaboraviti patrijarha i gradonačelnika i onog što su oni učinili za nas.

#### Veliki potres iz 1953. godine
Ovaj rajski otok doživio je seriju snažnih potresa u kolovozu 1953., posljedice su bile totalno uništenje otočke infrastrukture, zgrada i većine otočke arhive.
Najsnažniji od cijele serije potresa, bio je jačine 7.3 po Richterovoj skali, koji se zbio u 11:24 sati po lokalnom vremenu 12. kolovoza 1953. Epicentar potresa bio je na južnom kraju obližnjeg otoka Kefalonija. Samo tri građevine na Zakintosu ostale su 
cijele nakon katastrofe; Katedrala Sv.Dionisa, Zgrada Nacionalne banke i Crkva Sv. Nikole na molu. Većina ostalih zgrada pretrpjela je veća ili manja oštećenja, ili je bila kompletno porušena.

## Poznate osobe iz Zakintosa
- Sveti Dionis iz Zakintosa XVI st.
- Nikolaos Kutuzis (1741. – 1813.), slikar (ostavio bogat opus po Rusiji)
- Ugo Foscolo (1778. – 1827.), grčko-talijanski pisac
- Dionisios Solomos (1798. – 1857.), grčki pjesnik, autor grčke himne